# Абаджі Валерій Павлович
Вале́рій Па́влович Абаджі́ (12 липня 1948, смт Сарата Одеська область) — український тренер із велосипедного спорту. Заслужений тренер України (1996). Майстер спорту СРСР.

## Біографічні дані
1994 року закінчив Київський інститут фізичної культури (нині Національний університет фізичного виховання і спорту України).
Працює в Броварському вищому училищі фізичної культури. Серед учнів — заслужений майстер спорту України, чемпіон світу 1998 року Сергій Матвєєв, Ярослав Попович, Юрій Метлушенко, Володимир Густов.